# 슈테피부르크

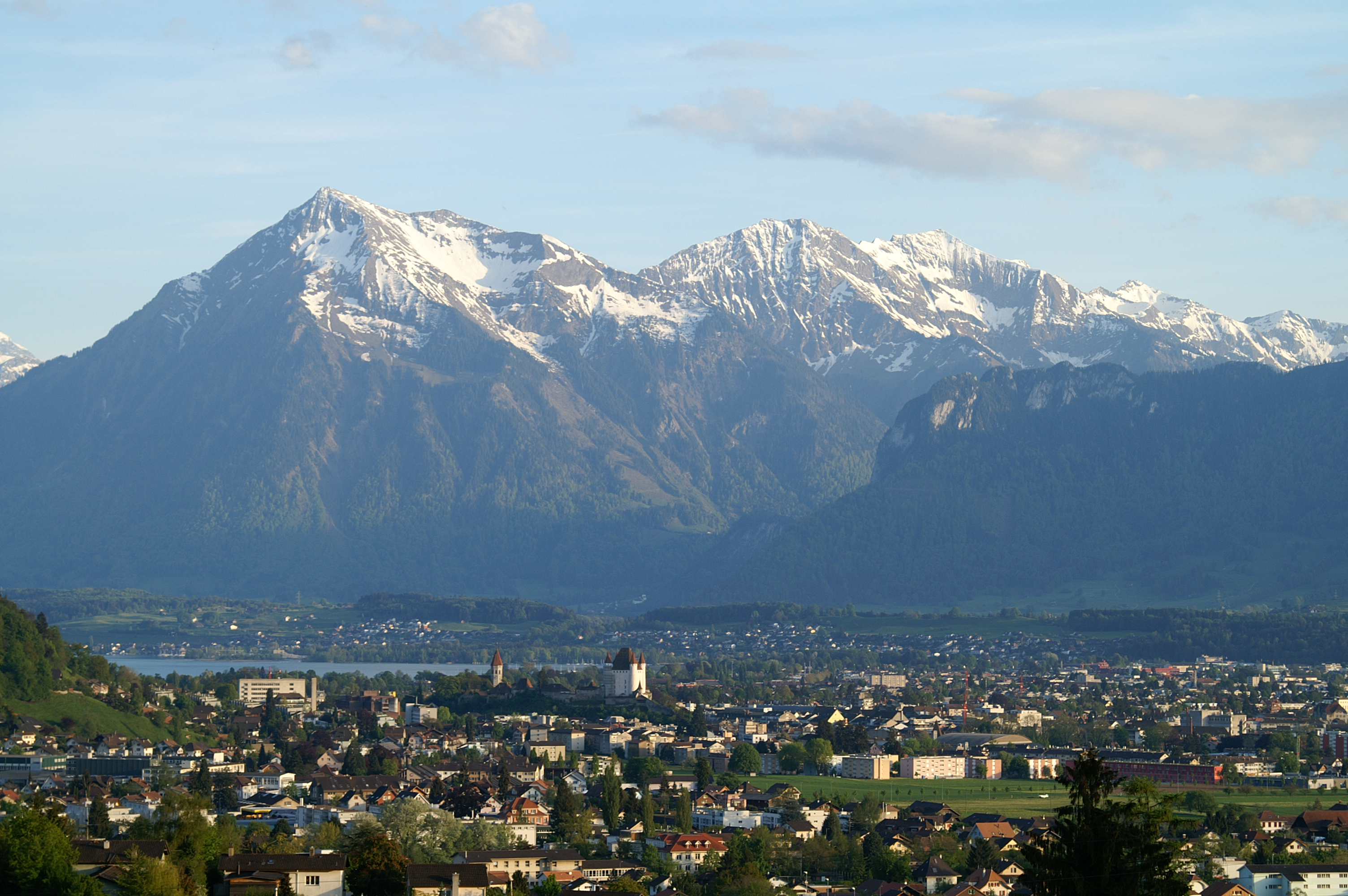
슈테피부르크

슈테피부르크(독일어: Steffisburg)는 스위스 베른주에 위치한 도시로 면적은 13.36km2, 높이는 585m, 인구는 15,689명(2015년 12월 기준), 인구 밀도는 1,200명/km2이다.

시 문장

## 인구
역사적 인구는 다음의 차트와 같다: